# República Autónoma Socialista Soviética de Kalmukia
La República Autónoma Socialista Soviética de Kalmukia (en ruso: Калмыцкая Автономная Советская Социалистическая Республика), fue una república autónoma de la antigua Unión Soviética dentro de la República Socialista Federativa Soviética de Rusia.
Existió durante dos periodos diferentes:
- la RASS de Kalmukia se creó por primera vez el 22 de octubre de 1935, y perduró hasta su abolición en 1943;[1]

- la RASS de Kalmukia se recreó una segunda vez en julio de 1958; y existió hasta el 31 de marzo de 1992, fecha en la cual se trasformó en la República de Kalmukia en el seno de la Federación de Rusia.

Un objeto menor celeste descubierto en 1977 por el astrónomo soviético Nikolái Chernyj llamado 2287 Kalmykia, tomó su nombre de esta república.